# Moussa Timbiné
Moussa Timbiné est un homme politique malien. Membre fondateur du Rassemblement pour le Mali (RPM), il est élu à l'Assemblée nationale du Mali pour la Commune V.
Il devient le président de l'Assemblée nationale du Mali le 11 mai 2020.

## Biographie

### Origines et débuts
Moussa Timbiné est né le 14 juillet 1974 à Bandiagara d'un père d'origine Dogon et d'une mère d'origine Songhaï. Après l'obtention de son baccalauréat en sciences exactes au lycée Hamadoun Dicko de Sévaré, il étudie les mathématiques et la physique à l'Université de Bamako. Il fréquente aussi des écoles de commerce à Sousse, en Tunisie, et à Toulon, en France. Moussa Timbiné, ensuite, travaille comme enseignant dans le quartier de Daoudabougou à Bamako et occupe des postes financiers et administratifs pour la Deutsche Gesellschaft für Technische Zusammenarbeit.

### Carrière politique
Moussa Timbiné est l'un des membres fondateurs du Rassemblement pour le Mali (RPM). En 2004, il en devient le président des jeunes. La même année, il devient membre du conseil municipal de Bamako pour la Commune V. Moussa Timbiné a également été maire adjoint de la Commune.
Lors de l'élection parlementaire malienne de 2013, il est élu à l'Assemblée nationale du Mali pour la Commune V; et occupe le poste de premier vice-président de l'Assemblée nationale depuis 2017. Lors de l'élection parlementaire malienne de 2020, Moussa Timbiné semblait ne pas remporter son siège à Bamako (Commune V) après le dépouillement du second tour. Cependant, ce résultat annulé plus tard par la Cour constitutionnelle du Mali, Moussa Timbiné remporte ainsi le siège.
Le 11 mai 2020, il est élu président de l'Assemblée nationale pour un mandat de cinq ans. Il remporte l'élection avec 134 voix, contre 8 voix pour son adversaire, l'ancien Premier ministre Moussa Mara. Un autre membre de l'assemblée RPM, Mamadou Diarrassouba, également  désigné candidat à la présidence par le RPM, retire sa candidature le jour du vote. Moussa Timbiné est considéré comme un proche allié du président Ibrahim Boubacar Keïta.
Le 18 août 2020, Moussa Timbiné est déposé et détenu lors du coup d'État malien de 2020. Le 18 septembre, lui et le Premier ministre Boubou Cissé seraient toujours détenus par le Comité national pour le salut du peuple à Kati. Le 8 octobre, il aurait été libéré,,.